# Bailar pegados
"Bailar pegados" (tradução portuguesa: "Dançar agarrados") foi a canção que representou a Espanha no Festival Eurovisão da Canção 1991. Foi interpretada em espanhol por Sergio Dalma. Foi a 19.ª canção a ser interpretada na noite do festival, a seguir a canção belga "Geef het op", interpretada pela banda Clouseau e antes da canção britânica "A Message to Your Heart", cantada por Samantha Janus. A canção espanhola terminou num honroso quarto lugar, tendo recebido 119 pontos.

## Autores
- Letra de: Luis Gomez Escobar
- Música de: Julio Seijas
- Orquestração de: Eduardo Leiva

## Letra
A canção transmite a ideia de que nós devemos dançar agarrados com a outra pessoa, porque isso é mais marcante e como canta Dalma "Bailar de lejos no es bailar" (Dançar afastados não é dançar).

## Versões
Dalma lançou esta canção em francês: "Dancer contre toi" e em italiano: "Ballare stretti".